# Helvi Leiviskä

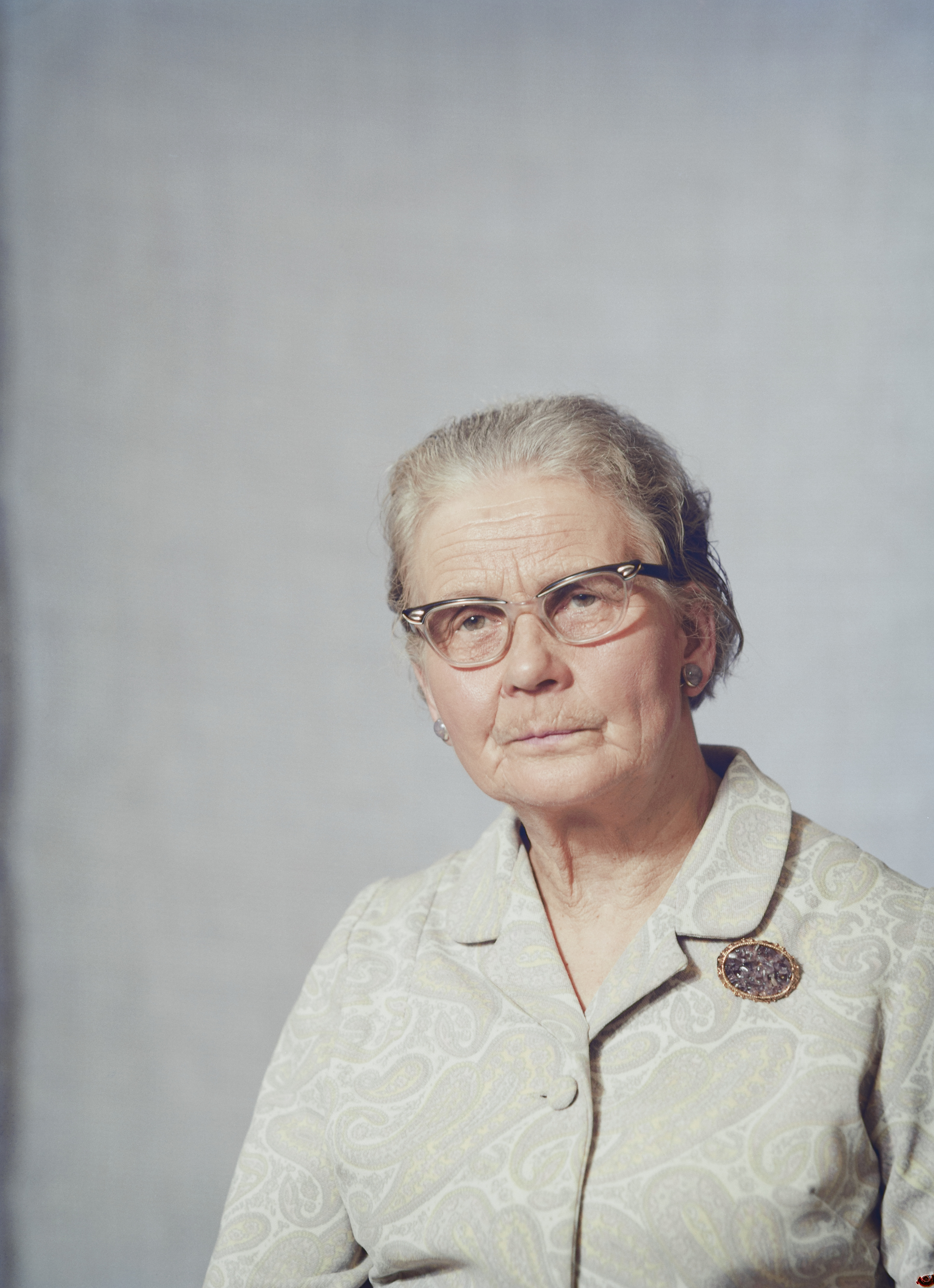
Helvi Leiviskä, 1972

Helvi Lemmikki Leiviskä (* 25. Mai 1902 in Helsinki; † 12. August 1982 ebenda) war eine finnische Komponistin.

## Leben
Sie studierte an der späteren Sibelius-Akademie in Helsinki Klavier bei Ilmari Hannikainen, Komposition bei Erkki Melartin, in Wien Kontrapunkt bei Arthur Willner und, wieder in Finnland, Komposition bei Leevi Madetoja. Sie arbeitete als Klavierlehrerin, Musikkritikerin und im Hauptberuf von 1933 bis 1968 als Bibliothekarin an der Sibelius-Akademie. Mit ihrem Klavierkonzert (1935) feierte sie ihr kompositorisches Debüt. Nach dem Krieg setzte sie ihre Studien bei Leo Funtek in Helsinki fort. Als ihr Hauptwerk gelten die Sinfonien (1947–71). Im Jahr 1962 wurde sie mit der Medaille Pro Finlandia ausgezeichnet.
Helvi Leiviskä gilt als die erste namhafte finnische Komponistin. 
Sie komponierte drei Sinfonien und eine Sinfonia brevis, ein Klavierkonzert, weitere Orchesterwerke sowie Chor-, Kammer-, Klavier- und Filmmusik. Stilistisch orientierte sie sich zunächst an der romantischen Tradition im Gefolge Bruckners, später nahm sie Einflüsse aus dem Neoklassizismus auf und entwickelte sich in Richtung einer freien Tonalität weiter.

## Werke (Auswahl)
- Klavierquartett op. 1, 1926
- Klavierkonzert op. 7, 1935
- Juha nach Juhani Aho, Filmmusik, 1937[6][7]
- Pimeän peikko für Chor und Orchester op. 15, 1942/48 (nach Worten von Eino Leino)
- Sonate für Violine und Klavier op. 21, 1945
- 1. Sinfonie op. 23, 1947
- 2. Sinfonie op. 27, 1954
- Mennyt manner op. 28, 1957 (nach Worten von Eino Leino)
- Sinfonia brevis op. 30, 1962, rev. 1972
- 3. Sinfonie op. 31, 1971